# نيكولاي ستيبولوف
نيكولاي ستيبولوف (20 مارس 1913 – 2 يناير 1968) هو ملاكم من الاتحاد السوفيتي راحل، مثّل بلاده في الألعاب الأولمبية الصيفية 1936.

## روابط خارجية
نيكولاي ستيبولوف على موقع بوكس ريك (الإنجليزية) (registration required)
- نيكولاي ستيبولوف على موقع اللجنة الأولمبية الدولية (الإنجليزية)
- نيكولاي ستيبولوف على موقع أوليمبيديا (الإنجليزية)